# Robert Adam
Robert Adam (3. července 1728, Kirkcaldy – 3. března 1792, Londýn) byl skotský architekt. Jeho otec byl stavitel William Adam. Vytvořil tzv. Adamův sloh, inspirovaný antickou a italskou renesanční architekturou a spojen s klasicismem. Spolu se svým bratrem Jamesem je považován za předchůdce slohu Ludvíka XVI.
Studoval v Edinburghu a po období, kdy pracoval s otcem, zamířil do Říma a později do Londýna.